# Technische Universität Gabrowo

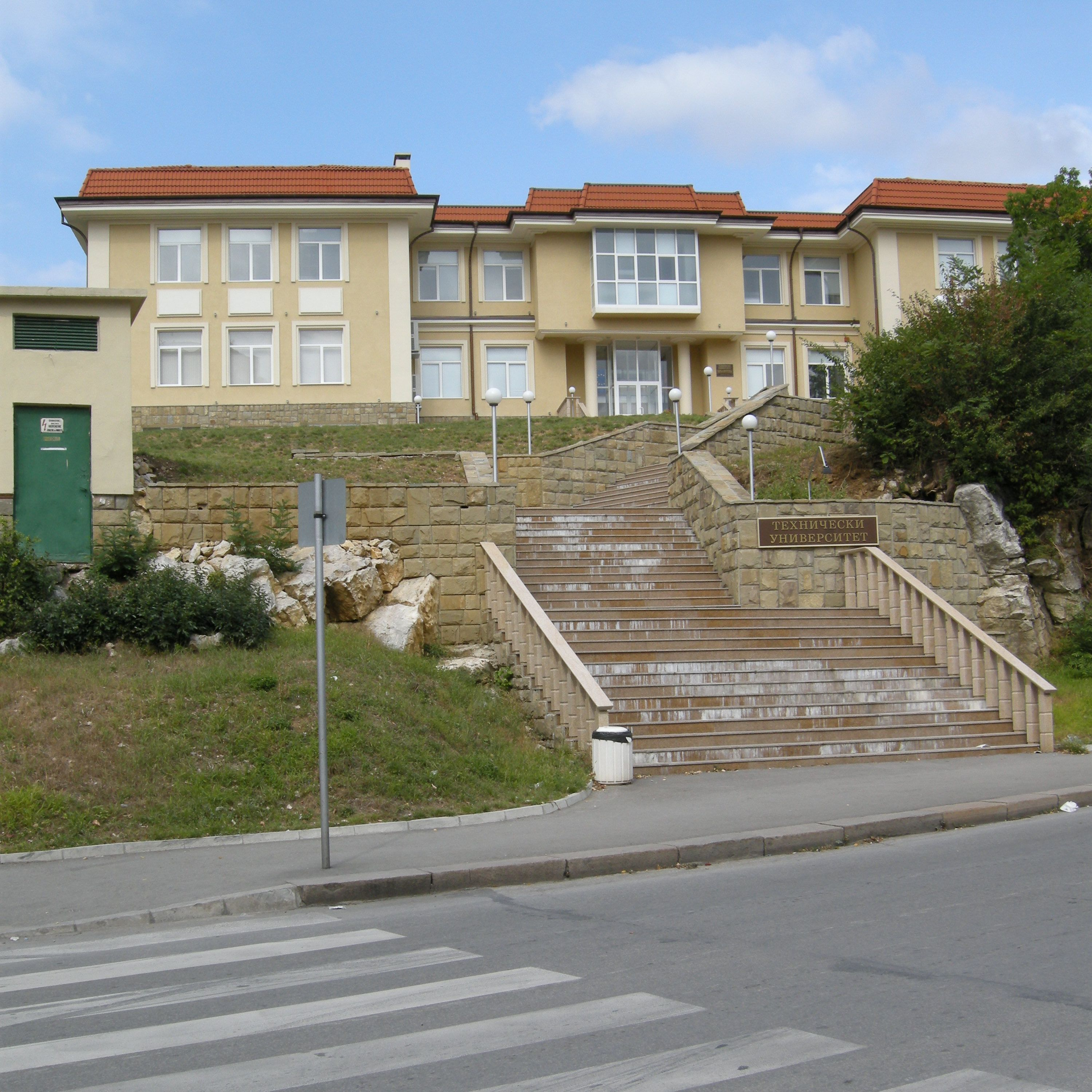
Technische Universität Gabrowo

Die Technische Universität Gabrowo (bulgarisch: Технически университет Габрово, Technitscheski uniwersitet Gabrowo bzw. Tehničeski universitet Gabrovo) ist eine technische Universität in der bulgarischen Stadt Gabrowo mit rund 8.000 Studenten und 1.200 wissenschaftlichen Angestellten (2004).
Die Universität ist Mitglied im Netzwerk der Balkan-Universitäten.

## Geschichte
Am 30. Juli 1964 wurde das Polytechnische Institut Gabrowo gegründet, 1972 um ein Hochschulinstitut für Maschinenbau und Elektrotechnik erweitert und wurde im Juli 1995 der Status einer TU zuerkannt.

## Fakultäten
- Fakultät für Elektrotechnik und Elektronik
- Fakultät für Maschinenbau und Feinmechanik
- Fakultät für Wirtschaftswissenschaften

## Partnerhochschulen
- Fachhochschule Ludwigsburg
- Technische Universität Delft
- Hochschule Mittweida
- Technische Universität Kaunas
- Technische Universität Vilnius
- Technische Hochschule Chalmers, Göteborg
- Universität Rzeszów
- Fachhochschule Frankfurt am Main
- Universität Stuttgart
- Technische Universität Chemnitz
- Technische Universität Dresden
- Technische Universität Hamburg
- Technische Hochschule Breslau
- Slowakische Technische Universität Bratislava
- Technische Universität Berlin – Berlin
- Otto-von-Guericke-Universität Magdeburg
- Fachhochschule St. Pölten
- Martin-Luther-Universität Halle-Wittenberg
- Fachhochschule für Technik und Wirtschaft Berlin
- Technische Universität Darmstadt